# Elá (rei de Israel)
Elá (em hebraico: אֵלָה, romaniz.: 'Ēlā) foi o quarto rei do reino de Israel, sucedendo a seu pai Baasa. Foi o último Rei da dinastia III de Israel. Ascendeu ao trono por volta de 886 a.C., após a morte de Baasa, e governou em Tirza por dois anos. Enquanto Elá se embriagava, Zinri, seu capitão, o matou para assumir o reinado, e assim cumprindo-se a profecia de Jeú.